# 카논 (미술)

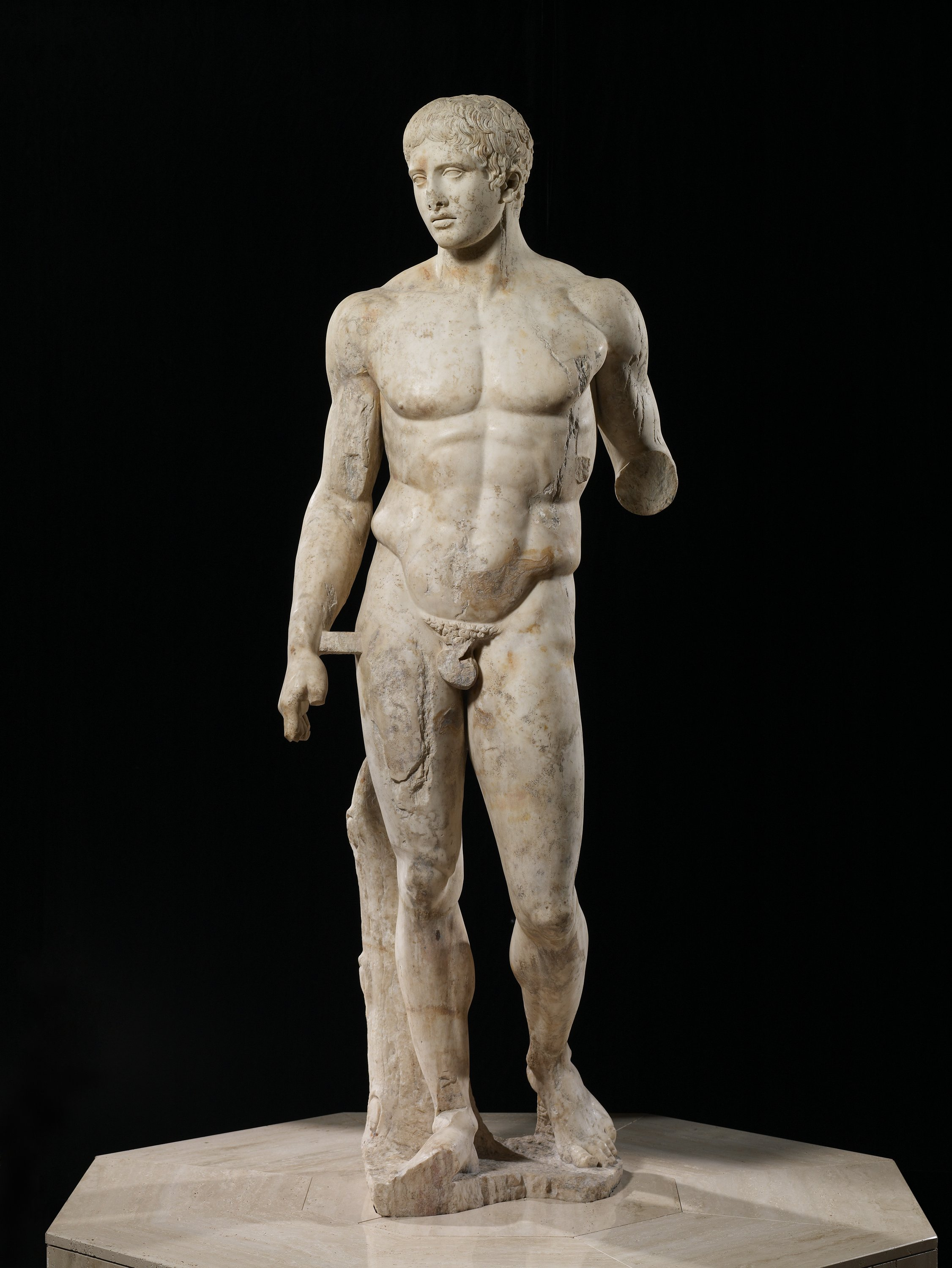

카논(canon)이란 고대 그리스 미술에서 이상적인 인체의 비례를 뜻하는 말이다. 기원전 5세기 조각가 폴리클레이토스는 《카논》이라는 책을 저술해 인체의 이상적 비율을 이론적으로 추구했다. 이 책은 현재 얼마 안 되는 부분만이 전해진다. 또 그는 실제 조각에서 이 이론을 채택해 《창을 가지는 사람》이 대표적인 이 이론을 구현화한 조각으로 당시의 사람들은 ‘카논’이라 불렀다. 이 작품도 오늘날 로마 시대 모각만이 전해지고 있으며 어떻게 이론이 실천화되었는지는 자세한 것은 분명하지 않다.
고대 로마 건축가 비트루비우스폴리오는 카논을 라틴어로 번역해서 인체의 이상적 비율을 건축의 원리에 응용하는 것을 시도했다. 주로 비트루비우스폴리오의 서적을 통해서 이 이론은 서양 중세시대에도 전해졌지만 다시 큰 각광을 받은 것은 르네상스 시대부터이다. 르네상스의 예술가는 인체의 이상적 상태를 연구했었고 레오나르도 다빈치가 그린 《비트루비우스의 인체비례》가 그 예로 들 수 있다. 뒤러도 인체의 이상적 비율 연구에 많은 힘을 들였지만 미켈란젤로가 이것을 야유한 일화는 잘 알려져 있다.